# Хулио Кортасар
Ху̀лио Корта̀сар (на испански: Julio Cortázar, [ˈxuljo koɾˈtasaɾ]) е аржентински писател и поет, представител на направлението магически реализъм, автор на няколко експериментални романа и на множество разкази.

## Биография
Хулио Флоренсио Кортасар е роден в Брюксел, Белгия, на 26 август 1914 г. Родителите му са аржентинци и през 1918 г. се връщат с него в Буенос Айрес.
Завършва Педагогическото училище „Мариано Акоста“, после учи една година в Буеносайреския университет, но прекъсва следването си поради липса на средства. Няколко години преподава в гимназии в малките градчета Боливар и Чивилкой в провинция Буенос Айрес. През 1944 г. става преподавател по френска литература в новооткрития по това време Университет Куйо в Мендоса.
Противопоставя се на перонисткия режим и през 1951 г. се възползва от отпуснатата му от френското правителство стипендия и емигрира във Франция, където остава до края на живота си. Там работи като преводач за ЮНЕСКО. Освен това превежда и художествена литература, като сред преводите му на испански са „Робинзон Крузо“ на Даниел Дефо, „Мемоарите на Адриан“ на Маргьорит Юрсенар и събраните съчинения на Едгар Алън По.
През 60-те години Кортасар активно се ангажира с левичарски възгледи, подкрепяйки Кубинската революция, сандинисткото правителство в Никарагуа, и борбата за човешки права в Латинска Америка. Политическата му ориентация става повод неговите творби да се превеждат на български език през 70-те години, макар естетиката и формализмът им да са в разрез с тогавашната идеология.
По същите съображения през 1981 г. Франсоа Митеран му дава френско гражданство, (както и на Милан Кундера). Кортасар умира от левкемия на 12 февруари 1984 г. в Париж.

### Оргинални произведения
- 1937 – Presencia („Присъствие“, поетичен сборник)
- 1949 – Los Reyes („Царете“, драма)
- 1951 – Bestiario („Бестиарий“, сборник разкази)
- 1956 – Final del Juego („Край на играта“, сборник разкази)
- 1959 – Las armas secretas („Тайните оръжия“ – сборник разкази, съдържа известната повест „Преследвачът“ и разказа „Лигите на дявола“, по който Микеланджело Антониони заснема филма „Фотоувеличение“.)
- 1959 – Los premios („Лотарията“, роман, преведен на български)
- 1962 – Historias de cronopios y de famas („Истории за кронопи и фами“, сборник разкази, издаден в превод на български през 2007)
- 1963 – Rayuela („Игра на дама“, роман, издаден в превод на български през 2006 г.)
- 1966 – Todos los fuegos el fuego („Всички огньове огънят“, сборник разкази)
- 1967 – La vuelta al dia en ochenta mundos („Пътешествие около деня за осемдесет свята“, алманах)
- 1968 – 62. Modelo para armar („62. Модел за сглобяване“, роман)
- 1969 – Ultimo round („Последен рунд“, алманах)
- 1972 – La prosa del observatorio („Проза от обсерваторията“)
- 1973 – Libro de Manuel („Книга на Мануел“, роман)
- 1974 – Octaedro („Октаедър“, сборник разкази)
- 1977 – Alguien que anda por ahí („Някой, който се шляе“, сборник разкази)
- 1978 – Territorios („Територии“)
- 1979 – Un tal Lucas („Някой си Лукас“)
- 1980 – Queremos tanto a Glenda („Толкова обичаме Гленда“, сборник разкази)
- 1982 – Deshoras („Никое време“, сборник разкази)
- 1983 – Los autonautas de la cosmopista („Автонавтите на космострадата“, пътепис, написан съвместно с третата му съпруга Керъл Дънлоп)
- 1983 – Nicaragua tan violentamente dulce
- 1986 – Divertimento („Забавата“, роман, написан през 1949, но издаден посмъртно)
- 1986 – El examen („Изпитът“, роман, написан през 1950, но издаден посмъртно)
- 1995 – Diario de Andrés Fava („Дневник на Андрес Фава“)
- 1995 – Adiós, Robinson („Сбогом, Робинзон“)
- 1999 – Писма (3 тома)
- 2009 – Papeles inesperados (Сборник с текстове, които Кортасар приживе е отказал да бъдат публикувани)
- 2010 – Cartas a los Jonquières („Писма до семейство Жонкиер“)
- 2012 – Писма (второ разширено издание в 5 тома)
- 2013 – Clases de Literatura: Berkeley 1980 (Лекции по литература в Университета в Бъркли, 1980)

По-голямата част от разказите на Кортасар са преведени на български, но са събрани в различни антологии.

### Издания на български език
- 1972 – Южната автострада, София: Народна Култура, прев. Румен Стоянов[1]
- 1978 – Всички огньове, прев. Румен Стоянов. Пловдив: Христо Г. Данов, 1978, 212 с.
- 1981 – Лотарията, прев. Мария Пачкова. Пловдив: Христо Г. Данов, 1981, 406 с.
- 1981 – Някой, който се шляе, прев. Румен Стоянов. София: Народна младеж, 1981, 304 с.
- 1985 – Междуетажие, прев. Румен Стоянов. София: Народна култура, 1985, 300 с.
- 1987 – Толкова обичаме Гленда, прев. Емилия Юлзари. Пловдив: Христо Г. Данов, 1987, 193 с.[2]
- 2006 – Игра на дама, прев. Стефка Кожухарова. София: Агата-А, 650 с.[3]
- 2007 – Истории за кронопи и фами, прев. Румен Стоянов, Стефка Кожухарова, Красимир Тасев. София: Агата-А, 156 с.[4][5]
- 2010 – Поезия, прев. Стефка Кожухарова. София: Агата-А, 262 с.[6]
- 2011 – Автонавтите на космострадата, прев. Красимир Тасев. София: Агата-А.[7]
- 2013 – Тайните оръжия, прев. Румен Стоянов. София: Агата-А, 194 с. ISBN 978-954-540-086-5[8]
- 2014 – 62 / модел за сглобяване, прев. Красимир Тасев. София: Агата-А, 318 с. ISBN 978-954-540-101-5
- 2014 – Около мита, прев. Румен Стоянов, Стефка Кожухарова. София: Агата-А, 162 с. ISBN 978-954-540-099-5
- 2015 – Някой си Лукас, прев. Стефка Кожухарова. София: Агата-А, 176 с. ISBN 978-954-540-109-1
- 2015 – Литературни лекции. Бъркли, 1980, прев. Красимир Тасев. София: Агата-А, 288 с. ISBN 978-954-540-110-7